# Брента
Брента (італ. Brenta) — муніципалітет в Італії, у регіоні Ломбардія, провінція Варезе.
Брента розташована на відстані близько 540 км на північний захід від Рима, 65 км на північний захід від Мілана, 15 км на північний захід від Варезе.
Населення — 1793 особи (2014).
Щорічний фестиваль відбувається 15 червня. Покровитель — Vito.

## Демографія
Населення за роками:

Станом на 1 січня 2023 року в муніципалітеті офіційно проживав 101 іноземець з 22 країн, серед них 15 громадян країн Євросоюзу та 2 громадяни України.

## Сусідні муніципалітети
- Ацціо
- Казальцуїньо
- Кастельвеккана
- Читтільйо
- Джемоніо